# 5236 Yoko
5236 Yoko è un asteroide della fascia principale del diametro medio di circa 8,98 km. Scoperto nel 1990, presenta un'orbita caratterizzata da un semiasse maggiore pari a 2,3319546 UA e da un'eccentricità di 0,1095294, inclinata di 7,40333° rispetto all'eclittica.